# Regina Jonasová
Regina Jonasová nepřechýleně Jonas (hebrejsky רגינה יונאס‎, 3. srpna 1902 Berlín – 12. prosince 1944 Osvětim) byla německá rabínka, učitelka a oběť holokaustu.

## Životopis
Byla první ženou v Německu, která byla v roce 1935 vysvěcena na rabínku.
V době nacismu zastupovala v několika malých komunitách rabíny, kteří uprchli před nacisty. Dne 4. listopadu 1942 musela přihlásit svůj veškerý majetek, včetně knih, který jí byl zabaven ve prospěch říše a následujícího dne byla zatčena Gestapem a deportována do Terezína. V táboře pokračovala v rabínské činnosti. Zde ji známý vídeňský psycholog Viktor Frankl požádal o pomoc při zlepšování psychického stavu spoluvězňů a podmínek života v ghettu. Jejím úkolem bylo u vlaku vítat nově příchozí osoby, které byly deportovány do stále více přeplněného ghetta a pomoc při vyplňování dotazníku vypracovaného Franklem. Kromě toho se aktivně podílela na organizaci kulturního života v táboře. V Terezíně strávila 2 roky, než byla v polovině října 1944 společně s většinou vězňů převezena do Osvětimi, kde byla v témže roce popravená.
Během holokaustu zahynula i její matka Sara (1876–1944) a bratr Abraham (1900–1942).